# セシル郡 (メリーランド州)
セシル郡（英: Cecil County）は、アメリカ合衆国メリーランド州の北東隅に位置する郡である。人口は10万3725人（2020年）。郡庁所在地はエルクトンであり、同郡で人口最大の都市である。郡名は1632年からその死の1675年までメリーランド植民地初代領主知事だった第2代ボルチモア男爵セシリウス・カルバートから採られた。エルクトン市では「セシル・ホイッグ」紙が発行されている。

## 歴史
セシル郡となった地域は、郡が設立される以前から重要な交易拠点だった。1674年、広大な領域だったボルチモア郡の北東隅から、ボルチモア卿の宣言によりセシル郡が設立された。セシル郡が設立された当時は、現在のケント郡の領域も含まれ、チェサピーク湾の東海岸から南のチェスター川まで広がっていた。ケント郡は1706年に分離、設立された。インディアンのピスカタウェイ族がコノウィンゴ近くでサスケハノック族と交易し、デラウェアバレーのレナペ族、エルク川やエルクネック半島の近くで同盟するナンティコーク族とも交易していた。ショーナス族と呼ばれることもある南部の部族も、後のメリーランド州北東部に移ってきていた。ジョン・スミス船長は1608年にこの地域を訪れていた。バージニアを本拠とするピューリタンの交易業者ウィリアム・クレイボーンはサスケハナ川の河口、現在のペリービル近くにあるガレット島で交易基地を築いていた。ボヘミアからの移民オーガスティン・ハーマンがセシル郡創設を運動し、1674年には地図を作成し、それと引き替えに広大な土地の払い下げを受けた。ハーマンはボヘミア・マナーを開発し、最後はそこで死んだ。初期の開発者には1683年にメリーランドの測量総監に指名されたジョージ・タルボットがおり、アイルランドのキャバン県バリーコネルから移ってきていた。
アメリカ独立戦争までのセシル郡は、植民地内向けにも海外向けにも重要な出荷拠点だった。土地で獲れる農産物ばかりでなく、西部から動物の毛皮、南部からタバコも出荷した。1704年にセントフランシス・ザビエル教会がイエズス会伝道所として始まり、1792年に再建され、州内最古クラスの教会となった。現在は博物館になっている。1706年に認証され1742年に再建されたセントメアリー・アン・エピスコパル教会も最古クラスの教会である。現在も使われ、歴史ある墓地を維持している。1744年に長老派教会の牧師サミュエル・フィンリーが設立したウェスト・ノッティンガム・アカデミーでは、ベンジャミン・ラッシュやリチャード・ストックトンを教えており、どちらもアメリカ独立宣言に署名した。この学校は現在も運営が続けられている。長老派教会の系列ではなくなり、また別の建物も追加された。1719年に設立されたプリンシピオ・ファーネスは、銑鉄の重要な輸出者となった。アメリカ独立戦争のとき、イギリス軍も植民地郡も郡内を移動したが、郡内で大きな戦闘は起きなかった。近くのデラウェア州ではクーチ橋の戦いが起こり、1777年夏にイギリス軍のウィリアム・ハウ将軍も、大陸軍のジョージ・ワシントン将軍もエルクトンに立ち寄った。1776年に地域代表として大陸会議に出席したロバート・アレクサンダーは、両軍と話をしたが、妻を残したままイングランドに亡命することを決めた。妻は忠実なメリーランド州民として留まり、州が押収したエルクトンの土地を生涯の資産として受け取った。
米英戦争では少なからぬ被害を受けた。イギリス海軍提督ジョージ・コックバーンはチェサピーク湾上流を封鎖しただけでなく、ウェルチポイントで銃撃を受けたお返しとして、その部隊がフレンチタウンと呼ばれた交易基地を破壊した。この部隊はエルク川を遡って郡庁所在地のエルクトンまで行こうとしたが、デファイアンス砦から砲撃され、また水路には太綱が隠されていたこともあって引き返した。イギリス軍は隣接するハーフォード郡ハバー・ド・グラースの大半も破壊した。コックバーンの艦船はその後ササフラス川を遡り、抵抗に遭い、ジョージタウンとフレデリックタウンを破壊した。防御が厚いという噂のあったポートデポジットは避け、重要な軍事目標であるプリンシピオ製鉄所を破壊した。
1812年にサスケハナ運河が開通した後はポートデポジットが繁栄した。ボヘミア・マナーで育ち、現在はウェストバージニア州のバースに移転した技師のジェイムズ・ラムゼイが蒸気船を発明して、ジョージ・ワシントンに見せた後、ロンドンに行って競合者ジョン・フィンチに対抗する特許を取得した。ラムゼイは1792年にロンドンで死んだが、その弟で弁護士のベンジャミン・ラムゼイが南のメリーランド州ジョッパに移転し、メリーランド州最高裁判所長官として25年間務めた。ロバート・フルトンの発明になる技術を使ったものなど蒸気船は、その後の数十年間は支配的な交通手段になった。1813年にフィラデルフィアで建造されたイーグルは、ボルチモアからエルクトンまで乗客を運び、そこからは駅馬車に乗り換えてウィルミントン、フィラデルフィアなど北の目的地に向かった。1802年に試みられたエルク川とデラウェア州クリスティアナ、すなわちチェサピーク湾とデラウェア湾を結ぶ運河の建設は2年間で失敗した。しかし1824年から1829年、メリーランド州、デラウェア州、ペンシルベニア州からの財政的援助があり、2,600人以上の労働者が全長14マイル (22 km) のチェサピーク・アンド・デラウェア運河を建設し、この新しい国でしばらくの間は最も繁華な運河になった。現在でもアメリカ陸軍工兵司令部がこの運河を運営しており、1839年までボヘミア・マナーと呼ばれていたメリーランド州チェサピークには、この運河の重要性を説明する博物館がある。セシル郡やその周辺にとって、鉄道や橋も経済的に重要であることが分かった。ニューキャッスル・アンド・フレンチタウン鉄道が1831年に開通した。その後の30年間で鉄道が郡内を縦横に張り巡らされたが、交易の中心としての重要性は大きく減退することになった。フィラデルフィアやボルチモアのような大都市が郡内の小さなチェサピーク港に代わって規模の経済を実現した。1859年にフレンチタウンの鉄道が廃線になった後でもこの港はゴーストタウンになった（鉄道の他の部分は使われ、ノーフォーク・サザン鉄道が運行している）。
南北戦争のとき、郡内のペリービルが北軍にとって戦略的に重要な地点となった。ウィルミントンとボルチモアを結ぶ鉄道の中間点にあったが、ボルチモアに入る部分が破壊されたために、ペリービルで渡し船を使う必要があった。郡内で戦闘は起きなかったが、住民は南北の支持で大きく分裂した。郡内の奴隷の数は1790年の3,400人から1850年の800人にまで減少していた。地下鉄道 (秘密結社)が郡内を通り、おそらくは「戦うクエーカー」のジョン・コナードが支援していた。コナードは元アメリカ合衆国下院議員と連邦保安官であり、1834年から1851年は北東部に移転した後、1857年にフィラデルフィアで死に、セントメアリー・アンズ・エピスコパル教会で再埋葬された。フレデリック・ダグラスは1838年に自由を求めて北に行くときに、セシル郡を通っていった。ジェイコブ・トームはこの地域で財産を作り留まったが、他の者は経済的な機会を求めて去っていった。デイビッド・デイビスは1835年にイエール法学校を卒業した後にイリノイ州に移転し、エイブラハム・リンカーンの法律事務共同経営者となり、州議会議員や判事を務めた後、ワシントンD.Cに行ってリンカーンを助けた。リンカーンはデイビスをアメリカ合衆国最高裁判所判事に指名した。奴隷制度の廃止は土地の資産所有者やその奴隷の多くに影響を与えた。戦後、ペリービルは再び鉄道町となり、後にはサスケハナ橋を渡って移動する州間高速道の旅人に向けた事業ができた。セシル郡は州内でも裕福な郡だった時期があったが、近年は企業の誘致や観光・旅行業に努め、住民の平均年収は全米の平均に近い。
セシル郡には多くのアメリカ合衆国国家歴史登録財がある。

## 地理
セシル郡はメリーランド州の北東隅に位置し、北と東はそれぞれペンシルベニア州とデラウェア州とのメイソン＝ディクソン線になっている。西はサスケハナ川の下流とチェサピーク湾の北端入江、平原、支流で定義されている。南はササフラス川とケント郡に接している。デルマーバ半島の付け根にあり、州の東海岸部に属している。
アメリカ国道40号線の北はピードモント台地のうねりのある丘陵部、南は大西洋岸平原の平地であり、その境目に跨っている。郡内最高地点は郡北西部と北中部にあり、ノッティンガムに近いメイソン＝ディクソン線のすぐ南、アメリカ国道1号線のすぐ東にあり、標高は534フィート (163 m) である。最も岩がちな丘陵である。最低地点はチェサピーク湾の海面である。
郡領域は主に田園部であり、郡庁所在地のエルクトンと国道40号線沿いでは開発が密に進んでいる。チェサピーク・アンド・デラウェア運河がエルクトン川を使ってデラウェア川とチェサピーク湾を東西に結び、郡を二分している。この運河はチェサピークシティを通っており、ここにはメリーランド州道213号線を通る橋桁下が高い橋が架かって、下を行く大型船の航行を可能にしている。
セシル郡は東西方向の州間高速道路95号線、別名ジョン・F・ケネディ記念ハイウェイによっても二分されている。このハイウェイは南西のボルチモア・ワシントン地域と北東のフィラデルフィア、ニューヨーク、ニュージャージー地域とを結ぶ大動脈になっている。2010年国勢調査ではセシル郡をフィラデルフィア・カムデン・ウィルミントン大都市圏に含めている。
アメリカ合衆国国勢調査局に拠れば、郡域全面積は417.88平方マイル (1,082.3 km2)であり、このうち陸地348.13平方マイル (901.7 km2)、水域は69.75平方マイル (180.7 km2)で水域率は16.69%である。

### 主要高規格道路
| - 州間高速道路95号線 - アメリカ国道1号線 - アメリカ国道40号線 - アメリカ国道222号線 - アメリカ国道301号線 | - メリーランド州道7号線 - メリーランド州道213号線 - メリーランド州道222号線 - メリーランド州道272号線 - メリーランド州道273号線 | - メリーランド州道274号線 - メリーランド州道276号線 - メリーランド州道277号線 - メリーランド州道282号線 - メリーランド州道284号線 | - メリーランド州道285号線 - メリーランド州道286号線 - メリーランド州道310号線 - メリーランド州道316号線 - メリーランド州道545号線 | - メリーランド州道896号線 |

### 隣接する郡
- チェスター郡 (ペンシルベニア州) - 北東
- ランカスター郡 (ペンシルベニア州) - 北
- ニューキャッスル郡 (デラウェア州) - 東
- ハーフォード郡 - 西
- ケント郡 - 南

## 法と政府
セシル郡は2012年12月3日まで、メリーランド州の伝統的な郡政府形態である郡政委員会に統治されていた。2010年11月に行われた住民投票により、この日から新しいチャーターでの統治を始めた。選挙で選ばれる1人の郡執行官と5人の委員で構成される郡政委員会の形態であり、行政府と立法府を分ける形になった。このことで、州中央部の都市化が進み複雑な郡政府形態を採る大型郡と同様な機能を持つことになった。

## 人口動態
以下は2000年国勢調査による人口統計データである。
| 基礎データ - 人口: 85,951人 - 世帯数: 31,223 世帯 - 家族数: 23,292 家族 - 人口密度: 95人/km2（247人/mi2） - 住居数: 34,461軒 - 住居密度: 38軒/km2（99軒/mi2） 人種別人口構成（2000年統計、（ ）内は2010年統計） - 白人: 93.39% (89.2%、非ヒスパニック系は87.38%) - アフリカン・アメリカン: 3.91% (6.22%) - ネイティブ・アメリカン: 0.33% (0.29%) - アジア人: 0.69% (1.08%) - 太平洋諸島系: 0.03% (0.05%) - その他の人種: 0.50% (1.0%、非ヒスパニック系は0.09%) - 混血: 1.15% (1.80%) - ヒスパニック・ラテン系: 1.52% (3.37%) 先祖による構成 - ドイツ系：17.9% - アイルランド系：16.1% - イギリス系：13.8% - アメリカ人：13.8% - イタリア系：6.5% | 年齢別人口構成 - 18歳未満: 27.7% - 18-24歳: 7.5% - 25-44歳: 31.2% - 45-64歳: 23.2% - 65歳以上: 10.5% - 年齢の中央値: 36歳 - 性比（女性100人あたり男性の人口） - 総人口: 98.2 - 18歳以上: 95.7 世帯と家族（対世帯数） - 18歳未満の子供がいる: 37.0% - 結婚・同居している夫婦: 58.6% - 未婚・離婚・死別女性が世帯主: 11.1% - 非家族世帯: 25.4% - 単身世帯: 19.9% - 65歳以上の老人1人暮らし: 7.1% - 平均構成人数 - 世帯: 2.71人 - 家族: 3.12人 収入と家計 - 収入の中央値 - 世帯: 50,510米ドル - 家族: 56,469米ドル - 性別 - 男性: 40,350米ドル - 女性: 28,646米ドル - 人口1人あたり収入: 21,384米ドル - 貧困線以下 - 対人口: 7.2% - 対家族数: 5.4% - 18歳未満: 9.2% - 65歳以上: 7.7% |

2008年5月、郡政委員会は資産税の10%増税を採択した。これは資産評価額の増加にさらに追加するものであり、毎年増加し、3年毎に見直される。
メリーランド州の計画データでは、今後30年間でセシル郡の人口は倍増し、2030年には16万人に達すると予測されている[Tangel]。

## 都市と町
セシル郡内にはメリーランド州法の市町が8つある。
1. セシルトン（1864年法人化）
2. チャールズタウン（1742年法人化）
3. チェサピークシティ（1849年法人化）
4. エルクトン（1787年法人化） - 郡庁所在地
5. ノースイースト（1849年法人化）
6. ペリービル（1882年法人化）
7. ポートデポジット1824年法人化）
8. ライジングサン（1860年法人化）

エルクトンが2011年3月1日に公式に「市」になった以外は、全て「町」である。

### 未編入の町
未編入領域も「町」と考えられるが、政府は無い。アメリカ合衆国国勢調査局の定義する国勢調査指定地域も郡内には無い。これは他の郡に多くの国勢調査指定地域があることと比較して異常である。
以下はある程度の人口がある町である
1. カルバート
2. カーペンターポイント
3. チャイルズ
4. カローラ
5. コノウィンゴ
6. アーリービル
7. エルクミルズ
8. エルクネック
9. フェアヒル
10. ジョージタウン
11. ペリーポイント
12. レッドポイント
13. ウォリック
14. ホワイトクリスタルビーチ

### 公共図書館
郡内にはセシル郡公共図書館の支所が7つあり、郡全域にサービスしている。

## 教育
郡内公立学校はセシル郡公共教育学区が管轄しており、小学校17校、中学校6校、高校5校が含まれている。